# St. Johannes Baptist (Langenstraße-Heddinghausen)

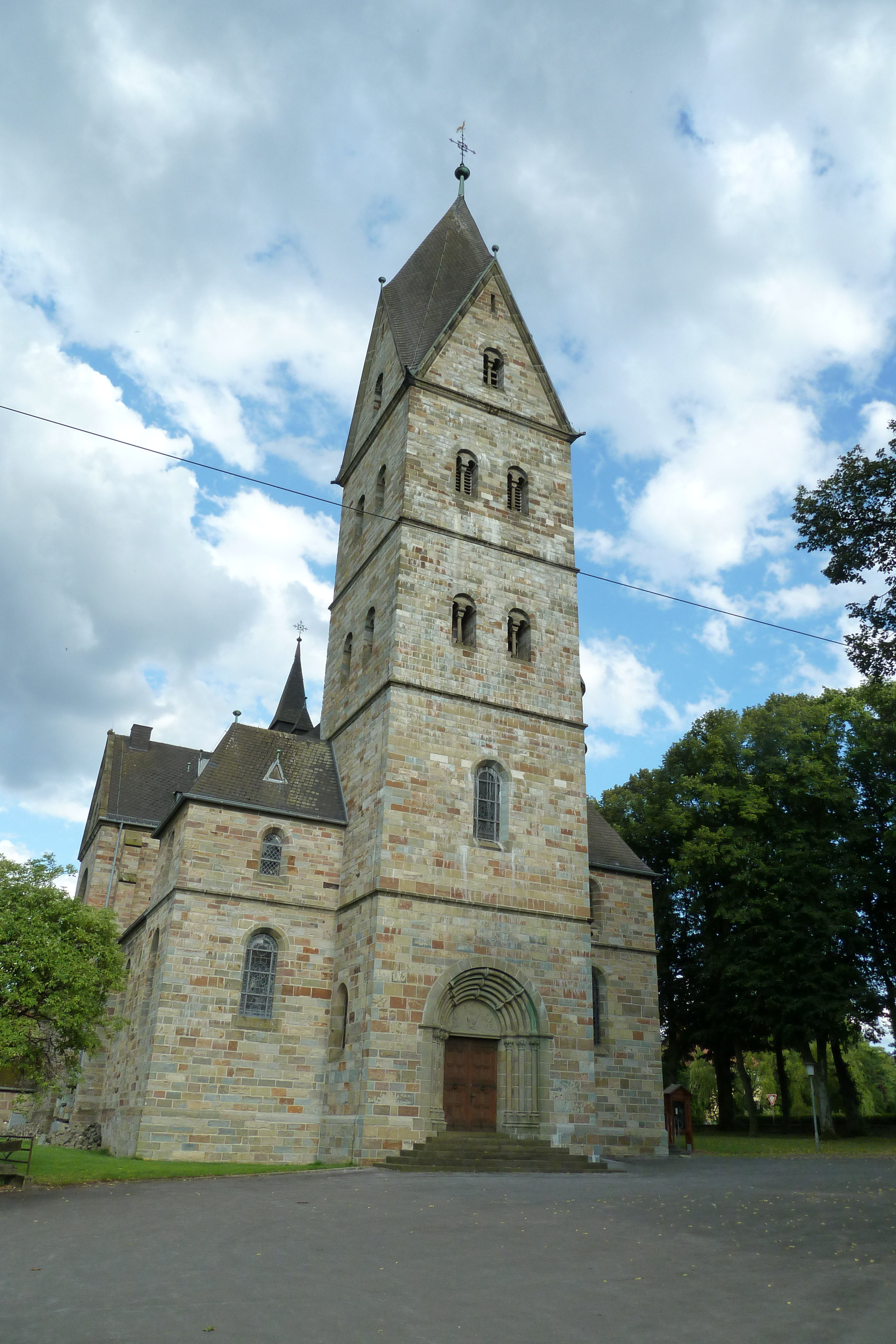
St. Johannes Baptist (Langenstraße-Heddinghausen)

Die katholische Pfarrkirche St. Johannes Baptist ist ein denkmalgeschütztes Kirchengebäude in Langenstraße-Heddinghausen, einem Stadtteil von Rüthen im Kreis Soest (Nordrhein-Westfalen).

## Geschichte und Architektur
Die neuromanische Querhausbasilika wurde unter der Bauleitung von Arnold Güldenpfennig aus lokalem Sandstein errichtet. Er lehnte sich bei dem Entwurf an die Formen der rheinischen Spätromanik an. Der Chor ist mit einer Zwerggalerie geschmückt. Dem Westturm wurde ein Rautendach aufgesetzt. Der Treppenturm wird von zwei doppelgeschossigen Anbauten flankiert. Die Wände sind durch Rundbogen-, Fächer- und Rosettenfenster gegliedert. Die gestuften Säulenportale sind mit Thympana geschmückt. Die Kreuzrippengewölbe wurden über Kreuzpfeilern eingezogen. Die Turmhalle und darüber die Orgelempore darüber, sind halbrund zum Mittelschiff hin geöffnet.

## Ausstattung

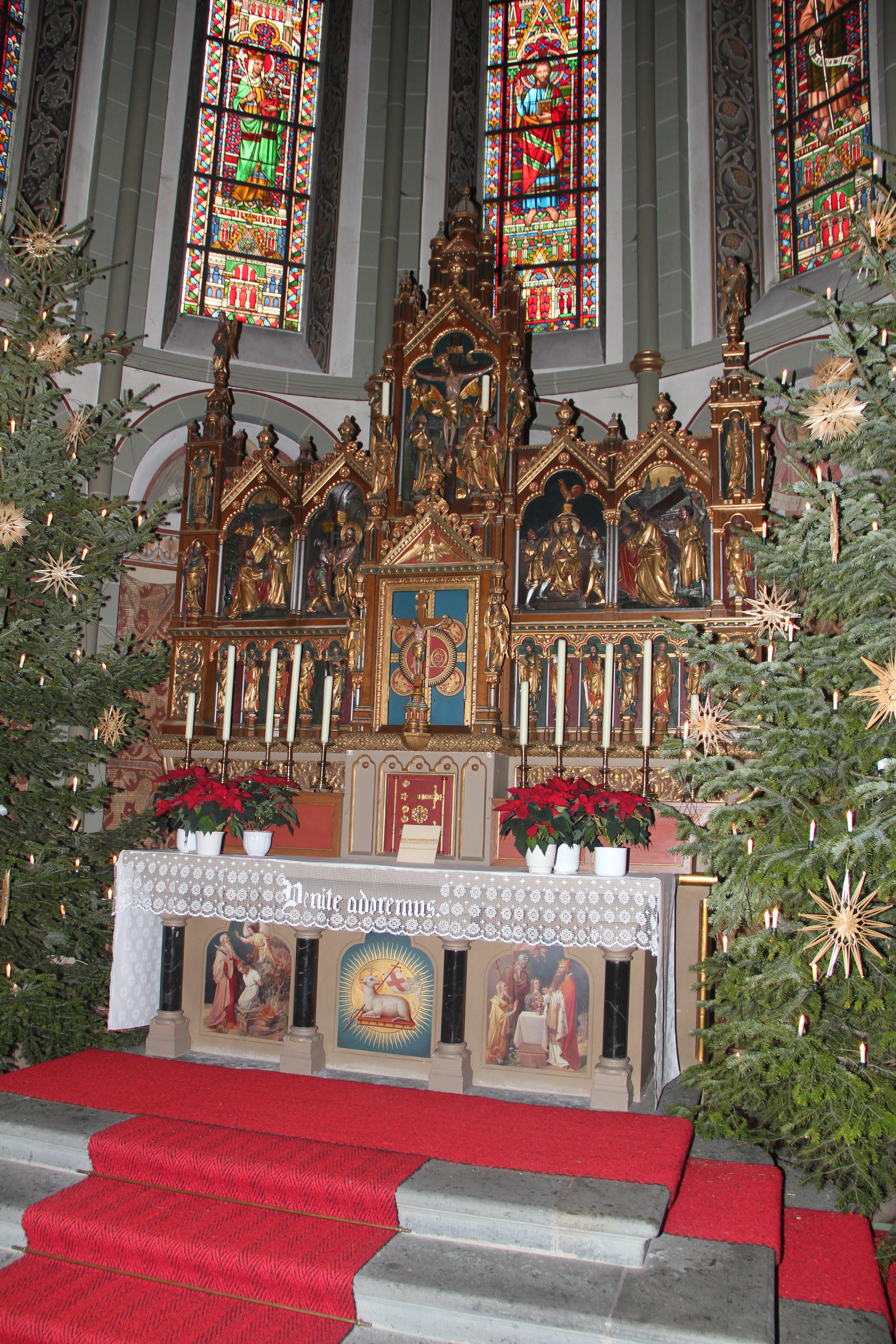
St. Johannes-Baptist.-Kirche in Rüthen-Langenstraße: Hochaltar

- Die zum Teil figürlichen Wandmalereien aus der Zeit von 1909 bis 1911 wurden von A. Wittkopp geschaffen.
- Die Bleiglasfenster von Joseph Osterrath wurden 1892 eingebaut.
- Die Haupt und Seitenaltäre stammen von 1898/1899.
- Die Orgel mit 27 Registern auf zwei Manualen und Pedal wurde 1894 von Orgelbauer Franz Eggert aufgebaut.[1]